# Zone gérée spéciale de l'Antarctique
Une zone gérée spéciale de l'Antarctique (ZGSA) (en anglais : Antarctic Specially Managed Areas, ou ASMAs) est une partie de l'Antarctique « où des activités sont conduites ou susceptibles d'être conduites dans l'avenir ». La création d'une telle zone est destinée à « faciliter la planification et la coordination des activités, éviter d'éventuels conflits, améliorer la coopération entre les parties et minimiser les répercussions sur l'environnement ».
Une ZGSA peut contenir une ou plusieurs zones spécialement protégées de l'Antarctique (ZSPA, destinées à la protection de l'environnement). Contrairement aux ZSPA, les ZGSA ne nécessitent pas de permis d'accès.